# BURN-E
BURN-E er en kortfilm fra Disney-Pixar-filmen WALL-E. Den efterfølger figurene EVE og WALL•E